# Уймуж (село)
Уймуж — село в Бардымском районе Пермского края на одноимённой реке. Входит в состав Федорковского сельского поселения. Находится примерно в 24 км к северо-западу от центра села Барда.

## Население
По результатам переписи 2010 года численность населения составила 299 человек, в том числе 137 мужчин и 162 женщины.
В 2005 году численность населения составляла 395 человек.
В 1926 году в селе проживало 1129 башкир и 20 татар.